# Puruchuco

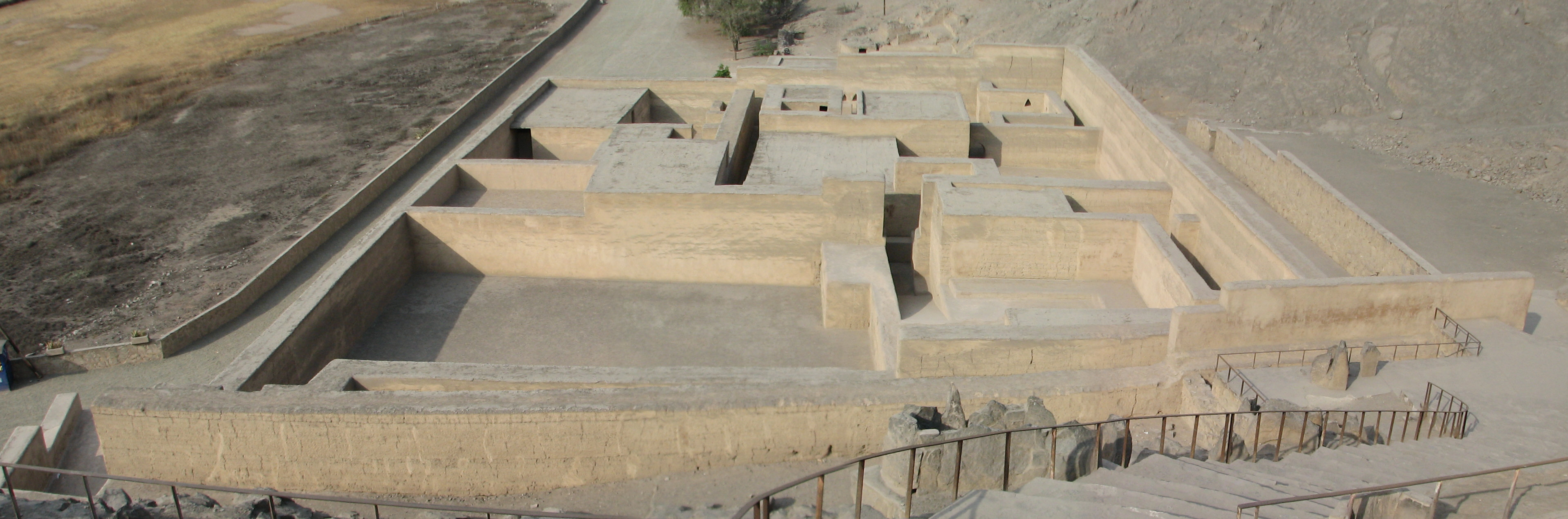
Puruchuco sett från ovan

Puruchuco är en arkeologisk fyndplats belägen i distriktet Ate i Lima. Platsen var ett administrativt centrum under inkaperioden (1450–1532 e.Kr.).

## Historia
Puruchuco låg i Huaquerones, som var ett av de viktigaste områdena i dalen kring floden Rímac under Inkariket. Huaquerones var ett stort komplex av pyramider med ramper, där låg också Puruchuca, San Juan de Pariachi och Huaycán de Pariachi.
Puruchuco är ett ord från quechua som kan betyda "plymförsedd hjälm", "befjädrad hatt" eller liknande. Krönikören Pedro Cieza de Leon beskrev i boken "Del Señorío de los Incas" sjunde kapitel en ung mans klädsel, när denne deltog i en invigningsrit i samband med puberteten: "(...) och ovanpå en hätta av fjädrar sydd som ett diadem, vilket de kallar puruchuco (...)". Namnet förekommer också som ortnamn på två andra platser i Lima, en i distriktet Canta och ytterligare en gång i Ate, men då i diminiutivformen Puruchuca.
Då byggnaderna i Puruchuco var i relativt gott skick inledde Arturo Jiménez Borja en rekonstruktion av palatset som pågick mellan 1953 och 1960. Han byggde även ett museum på platsen för bevarande och studier av Puruchuco samt arrangerade olika kulturevenemang på platsen.

## Palatset
Puruchuco var administrativt centrum för kuraka, den högste lokala ledaren; det var även bostad för honom och hans familj. Palatset var också en plats där olika resurser samlades, bearbetades och omfördelades. Ytterligare en annan del av byggnaden var tillägnad religiösa aktiviteter. Puruchuco var därför uppdelat i fyra sektioner efter användning.
Palatset var på utsidan helt omgivet av en hög mur med en enda väg in, denna ingång ligger i ena hörnet. För att komma in behövde besökare klättra upp för en brant ramp som ledde till en hall som på ena sidan hade en lång, smal återvändsgränd och på den andra en andra ingång vilken ledde till en stor innergård, vilken utgjorde huvudmiljön i den följande sektionen.

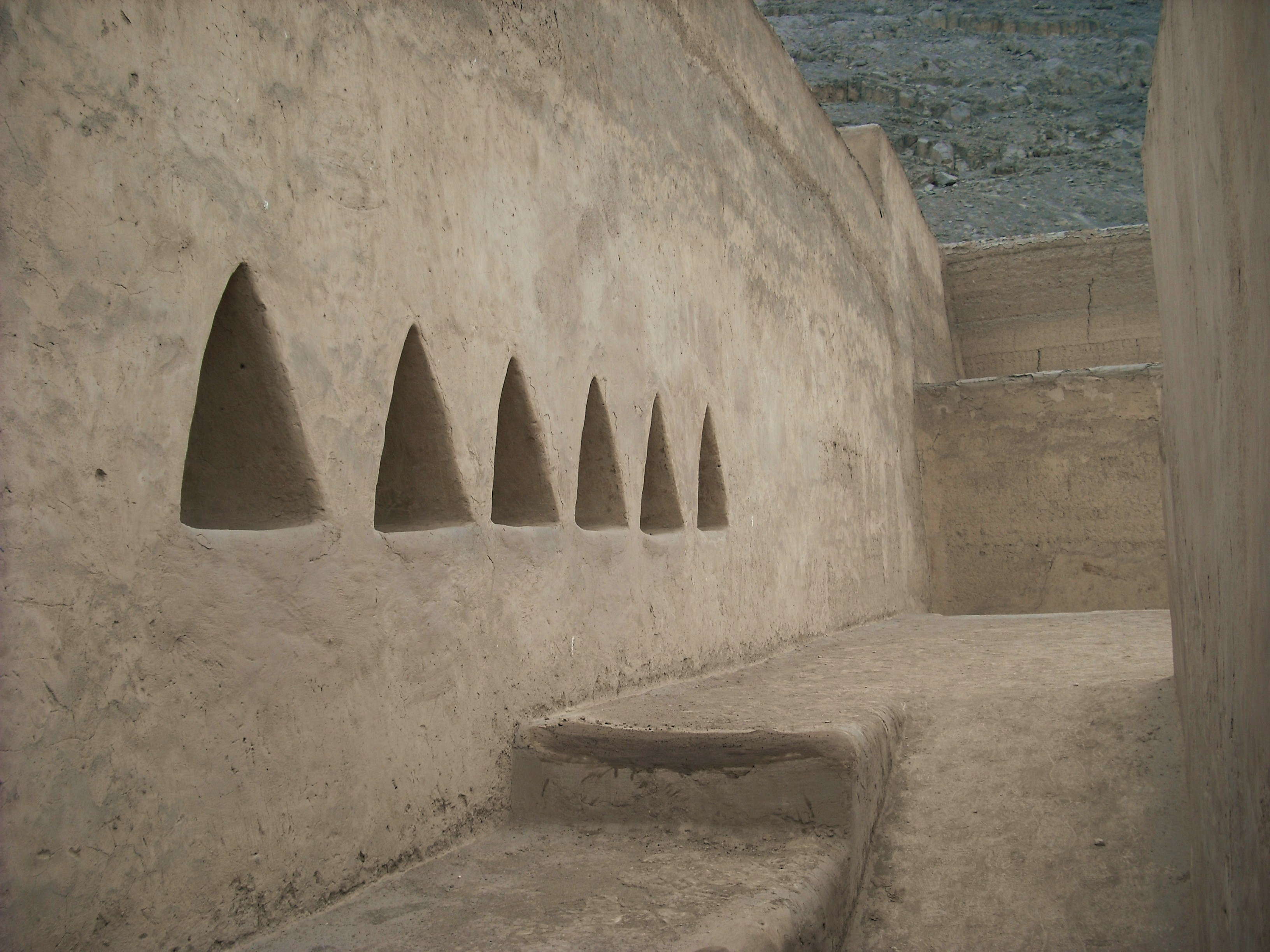
De triangulära nischerna.

Den största sektionen var vikt åt allt som hade med utsidan och det offentliga att göra. Den består av en stor innergård och en plattform som nås via en ramp som går längs en sida av innergården. Från plattformen kunde de övriga sektionerna nås. I bostadssektionen återfanns köket och andra rum för familjens vardagsliv.
I den sektion som var vikt åt religiösa ceremonier återfinns sex triangulära nischer uthuggna i väggen. Det är möjligt att dessa användes som markeringar eller milstolpar för astronomiska mätningar. Dessa nischer är unika i Lima och har sedan de upptäcktes kommit att symbolisera Puruchuco. Den fjärde sektorn var uppbyggd kring en liten innergård och en terrass. På terrassen har rester av majs hittats samt även stenverktyg som använts för att mala korn, från detta har slutsatsen dragits att sektorn användes för att tillreda och lagra mer förgängliga matvaror.

### Arkitektur
Arkitekturen i Puruchuco innehåller influenser både från Ychsma-kulturen som fanns i floddalarna kring Rímac och Lurín ca 900 - 1450 e.Kr. och från Inkafolket som kom senare. Pyramidkonstruktionen med kombinationen innergård, ramp och plattform som återfinns i den största sektionen är typisk för den historiska perioden före byggandet av Puruchuco även om den fortsatte användas även under inkaperioden. Mellan den största sektorn och de mindre återfinns de dörröppningar med trapezoida spann som endast återfanns i Inkafolkets viktigaste byggnader.

## Gravplatserna
Mycket nära palatset i Puruchuco ligger ett antal mausoleer byggda i sten, ett av dessa upptäcktes 1956 vara intakt och grävdes sedan ut. Gravfälten i Puruchuco sträcker sig dock över ett större område vilket uppskattas kunna innehålla kvarlevorna från upp mot 10 000 människor.
Under utgrävningar 1999 och 2000 har de mer än 500 år gamla kropparna av 2 000 män, kvinnor och barn har grävts fram från den stora gravplatsen. Kroppar från tio olika samhällsklasser har hittats och tillsammans med mumierna har också närmare 60 000 artefakter, värdesaker, mat och olika vardagliga redskap återfunnits.
Många av mumierna hittades i stora kokonger som kunde innehålla upp till sju individer och väga upp till 180 kilogram. Några av dessa buntar innehöll barn och vuxna tillsammans insvepta i lager av råbomull och fina textilier. Cirka 40 av dessa var dekorerade med falska huvuden. Dessa fästes på mumiebuntar tillhörande inkafolkets elit. En av de viktigaste upptäckterna var "El Rey del Algodón", bomullskungen, som var insvept i 150 kilo finaste tyg och hade en befjädrad hatt. Insvept och begravd tillsammans med honom var ett spädbarn, men även mat, keramik, pälsar och många andra objekt.
2004 gjordes en annan upptäckt i Puruchuco under utgrävningarna av den stora begravningsplatsen, på en ny plats hittades 70 kaotiskt begravda kroppar som saknade de föremål som inkafolket typiskt begravde sina döda med. Bland dessa kroppar upptäcktes det första kända offret för eldvapen på den amerikanska kontinenten, många av skeletten visade också tecken på att ha utsatts för hugg och stick från järnvapen.